# Csurgay Judit
Csurgay Judit (Vác, 1956. október 12. –) magyar újságíró, szerkesztő-riporter, bemondó, műsorvezető.

## Életpályája
Szülei Csurgay Dezső és Moór Magdolna. 1975-ben megnyerte a Riporter kerestetik tehetségkutató műsort. 1975–76-ban a MÚOSZ Újságíró Iskola hallgatója volt. 1976–82 között az ELTE Bölcsészettudományi Karának magyar–népművelés szakán diplomázott. 1976–2008 között dolgozott a Magyar Televíziónál, politikai adások főszerkesztőségének szerkesztő-riportere, 1990-ben a Televíziós Műsorkészítők Szövetségének alapító tagja volt. 1992–93-ban az Esti Egyenleg szerkesztő-riportere volt. 2001-től saját oktatással, média-tanácsadással, műsorkészítéssel foglalkozó cégének ügyvezető igazgatója.

## Műsorai

### Rádió
- Krónika (1976)
- Huszonnégy óra tömegközlekedés (1978)
- Táskarádió (1978-1979)
- Napközben (1980, 1989)

### Televízió
- Nyitott boríték (1976–1980)
- Mindenki iskolája (1977–1982)
- A Hét (1978–1988)
- Önök kérték (1980–1990)
- Életet az éveknek (1980–1985)
- Stefánia (1981)
- Turizmus (1981–1986)
- Diagnózis (1983–1986)
- Az Országházból jelentjük (1984)
- Kalendárium (1987)
- 100 perc (1988)
- Gondolkodó (1988)
- Új Reflektor Magazin (1989–1999)
- Esti Egyenleg (1992–1993)
- Anyák (1992–1995)
- M1 Híradó (1993–2000)

## Filmjei

### Riportfilmek
- Az első villamos (1979)
- Kettőn áll… (1979)
- Kincsleletek '80 (1980)
- „…az értelemig és tovább” – a tehetségek védelmében (1981)
- A hevesi modell (1984)
- Az Ararát lábánál (1984)
- Sivatagi oázis (1984)
- Kié a nyugdíjasház? (1986)

### Dokumentumfilmek
- Élet az ország közepén (1984)
- Panaszok… (1986)
- Határtalan szerelem (1988)
- Emberek élnek fenn távoli Északon is (1989)
- Eltűntnek nyilvánítva (1989)
- „Munkaviszonya megszűnt…” (1990)

## Könyve
- Ne add fel soha! (riportkönyv, 1995)
- A First Lady – Csapdába csalva (regény, Novum Kft., 2011)

## Díjai, elismerései
- Az MTV Elnökségének nívódíja (1977, 1978, 1981)
- A WTO-OIH Fődíja (1982)
- A SZÖVOSZ Nívódíja (1982)
- MHSZ Kiváló Munkáért ezüst fokozat (1983)
- Kiváló Munkáért (1985)
- A Civil Kerekasztal díja (1997)
- MÚOSZ-oklevél